# Ray Guell
Raymond Guell, mais conhecido por Ray Guell (Miami, Flórida, 1 de fevereiro) é um cantor e compositor de freestyle. Seus maiores sucessos na parada musical são "Love Will Come" e "Love Is the Answer", que chegaram as posições #22 e #32 respectivamente na Hot Dance Club Songs. 

## Discografia

### Álbum de estúdio
| Ano  | Detalhes do álbum                                     |
| ---- | ----------------------------------------------------- |
| 1996 | Inspiration - Lançado: 1996 - Gravadora: Groovy Tunes |

### Singles
| 1989                                               | "Just Another Lover" | —  |
| 1992                                               | "You Took My Heart"  | —  |
| 1993                                               | "Can U Feel"         | —  |
| 1995                                               | "Givin' Up"          | —  |
| 1996                                               | "Inspiration"        | —  |
| 1997                                               | "Déjame (Let Me Go)" | —  |
| 1998                                               | "Love Will Come"     | 22 |
| 2010                                               | "Love Is the Answer" | 32 |
| 2011                                               | "You Don't Know Me"  | —  |
| "—" denota um lançamento que não entrou na parada. |                      |    |